# Travis Barker
Travis Landon Barker (Fontana, 14 november 1975) is een Amerikaans drummer die bekend is geworden als drummer van de band Blink-182. 

## Biografie
Barker werd bekend met de groep Blink-182. Hij kwam in 1998 bij de groep, toen hij Scott Raynor verving die wegens interne problemen uit de groep was gezet. Hij had maar een klein uur de tijd om 20 nummers in te oefenen en later nog op te treden. Dat lukte hem, waarna Mark en Tom hem vroegen om een volwaardig lid van de band te worden. Hij ging direct akkoord en verliet meteen ook zijn band The Aquabats hiervoor. Blink-182 stopte in 2005 waarna Travis en Blink-182 bassist Mark Hoppus de band +44 oprichtten. In 2002 speelde Travis met zijn andere voormalige bandmaat, Tom Delonge, samen in het zijproject Box Car Racer. Tijdens de Grammy's op 8 februari 2009 maakten Mark, Tom en Travis bekend weer bij elkaar te zijn.
Op 8 augustus 2006 vroeg Barker een echtscheiding aan. In maart 2007 gaf Moakler toe aan het tijdschrift People dat zij en Barker weer bij elkaar waren, maar ontkende een zwangerschap. Hetzelfde tijdschrift meldde later dat ze weer uit elkaar waren. Op 11 februari 2008 werd de echtscheiding definitief beëindigd.
Samen met haar heeft hij een zoon, Landon Asher Barker en een dochter, Alabama Luella Barker. In oktober 2021 verloofde hij met Kourtney Kardashian en trouwden op 5 april 2022. 

## Vliegtuigongeluk
Op 19 september 2008 raakte Barker gewond toen de Learjet 60 waar hij een passagier in was neerstortte nabij Columbia, South Carolina. Hij had 2e en 3e graads brandwonden aan zijn heup en benen. Volgens de Federal Aviation Administration was het vliegtuig aan het vertrekken toen luchtverkeersleiders vonken van het vliegtuig zagen afkomen. Hierna ging het vliegtuig van de startbaan, brak door een hek, stak een weg over, kwam tegen een wal en vloog toen in brand. Barker en Adam Goldstein overleefden als enige twee het ongeluk. De twee crewleden overleden, evenals twee andere passagiers, waaronder de assistent van Barker. Beide gewonden zijn overgebracht naar het brandwondencentrum Augusta Georgia Burn Center in Augusta, Georgia. Op 29 september werd Barker ontslagen uit het brandwondencentrum.

## Trivia
- Travis Barker heeft sinds 1999 een eigen kledinglijn genaamd: Famous Stars & Straps
- Travis Barker is veganist.
- Travis Barker is een speelbaar personage in de game: Guitar Hero World Tour

- Biblioteca Nacional de España: XX1791878
- Bibliothèque nationale de France: cb150431689 (data)
- Gemeinsame Normdatei: 135281849
- International Standard Name Identifier: 0000 0001 2247 8177
- Library of Congress Control Number: no2008137410
- MusicBrainz: 3aebd566-7ff8-4b29-b017-051b6ec55861
- Nationale Bibliotheek van Tsjechië: xx0134427
- Système universitaire de documentation: 183394062
- Virtual International Authority File: 87582378
- WorldCat: E39PBJp9t8HcgtQbDWJvTwtqcP